# Boulevard Flandrin
Le boulevard Flandrin est une voie du 16e arrondissement de Paris, en France.

## Situation et accès
Le boulevard Flandrin est une voie publique située dans le 16e arrondissement de Paris. Il débute au 4, place Tattegrain (au niveau du 78, avenue Henri-Martin) et se termine au 83, avenue Foch (au niveau de la place du Paraguay).
Il est desservi par la ligne C du RER, à la gare de l’Avenue Foch au nord et à la gare de l'avenue Henri-Martin au sud.

## Origine du nom

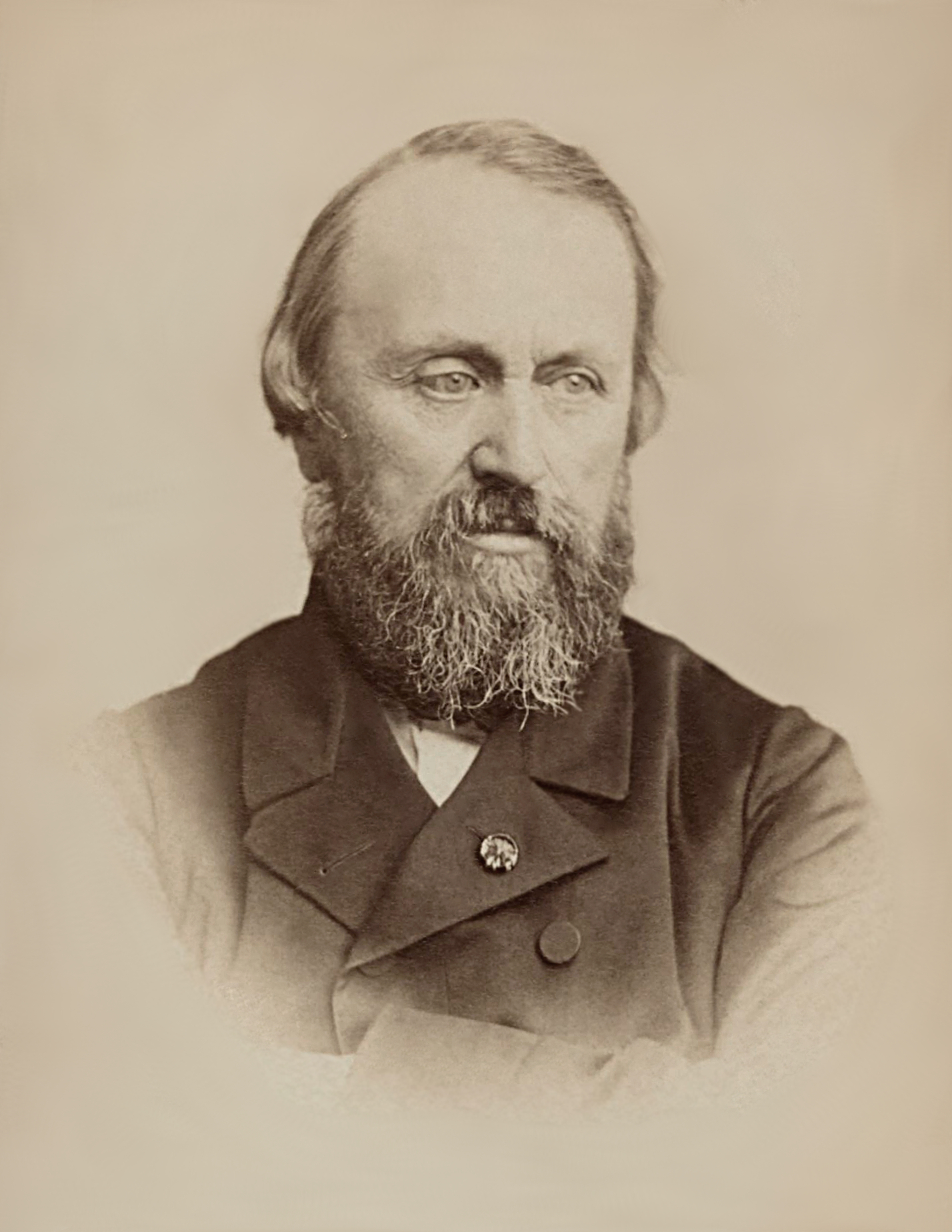
Hippolyte Flandrin.

Cette voie porte le nom du peintre français Hippolyte Flandrin (1809-1864) depuis 1865.

## Historique
Anciennement « boulevard latéral au chemin de fer d'Auteuil », la rue prend sa dénomination actuelle par un décret du 2 octobre 1865. La ligne de chemin de fer, qui accueille de nos jours un tronçon du RER C (entre les gares Henri-Martin et Avenue-Foch) est recouverte par un parking (au sud) et par le square Jan-Doornik (au nord).
Le 11 mars 1918, durant la Première Guerre mondiale, le boulevard Flandrin est touché lors d'un raid effectué par des avions allemands.

## Bâtiments remarquables et lieux de mémoire
- No 6 : immeuble de 1898 (architecte Louis Delay). Jacques Lestrille (1904-1985), artiste peintre, y habita[3].
- No 8 : immeuble de 1896 (architecte Louis Delay).
- No 10 : le rénovateur des Jeux olympiques Pierre de Coubertin y habita[1].
- No 11 : immeuble construit par les architectes Louis Duhayon et Marcel Julien pour le compte de la Compagnie universelle du canal maritime de Suez[4], signé en façade.
- No 14 : le philosophe Jules Barthélemy-Saint-Hilaire y habita[1].
- No 20 : ici se trouvait l'atelier que se partageaient jusqu'en 1910 les peintres Julien Dupré (1851-1910) et Georges Laugée (1853-1937). À cet emplacement, un immeuble a été édifié vers 1930.
- No 22 : immeuble de 1901 (architecte Louis Delay).
- No 23 : là réside l'espionne Irania Trasmonti, à laquelle s'intéresse le héros Slim Callaghan dans le film d'espionnage Plus de whisky pour Callaghan, réalisé en 1955 par Willy Rozier.
- No 28 : l'escrimeur, écrivain, critique d'art, collectionneur et journaliste français Adolphe Tavernier a vécu à cette adresse.
- No 30 : la femme de lettres Hermine Lecomte du Nouÿ y habita, à l'époque où il s'agissait d'un hôtel particulier[1]. Édifié en 1883 par l'architecte Louis Salvan[5], à qui l'on devait aussi le no 32 voisin (1892), cet hôtel a été depuis lors remplacé par un immeuble moderne.
- No 36 : plaque en mémoire du pédagogue Édouard Petit (1858-1917).
- No 44 : ancien hôtel particulier construit à la fin du XIXe siècle[6].
- No 58 : deuxième église du Christ scientiste. Ancien hôtel particulier du décorateur Georges Hoentschel.
- No 70 : ancien hôtel particulier Godillot[1].
- No 72 (à l’angle de la rue du Général-Appert) : immeuble dont le permis de construire est délivré le 18 janvier 1893 ; le donneur d’ordre en est le peintre Léon Perrault et l’architecte Jean-Louis Pascal[7]; plusieurs artistes ont d’ailleurs travaillé et vécu à cette adresse, tels les peintres français André Brouillet (1857-1914)[8] et Henry Perrault (1867-1932), fils de Léon[9], de même que la sculptrice et collectionneuse d’art Gertrude Vanderbilt Whitney (1875-1942)[10].
- No 86 : à cette adresse se trouve une propriété du clan du président gabonais Ali Bongo[11]. L’historien Alain Decaux y vécut de 1986 à sa mort[12].
- No 88 : immeuble de 1903 construit par l'architecte Jacques Hermant, signé en façade.
- No 90 : ambassade du Monténégro en France depuis 2020. De l'autre côté de la rue, dans un espace clôturé bordant un club de tennis, se trouvent une stèle et une plaque en hommage au résistant François de Labouchère.
- No 94 : siège du Comité France-Allemagne entre 1936 et 1938[13].
Par ailleurs, ici, Jean Monnet créa et anima de 1955 à 1975 le Comité d'action pour les États-Unis d'Europe ; une plaque lui rend hommage.

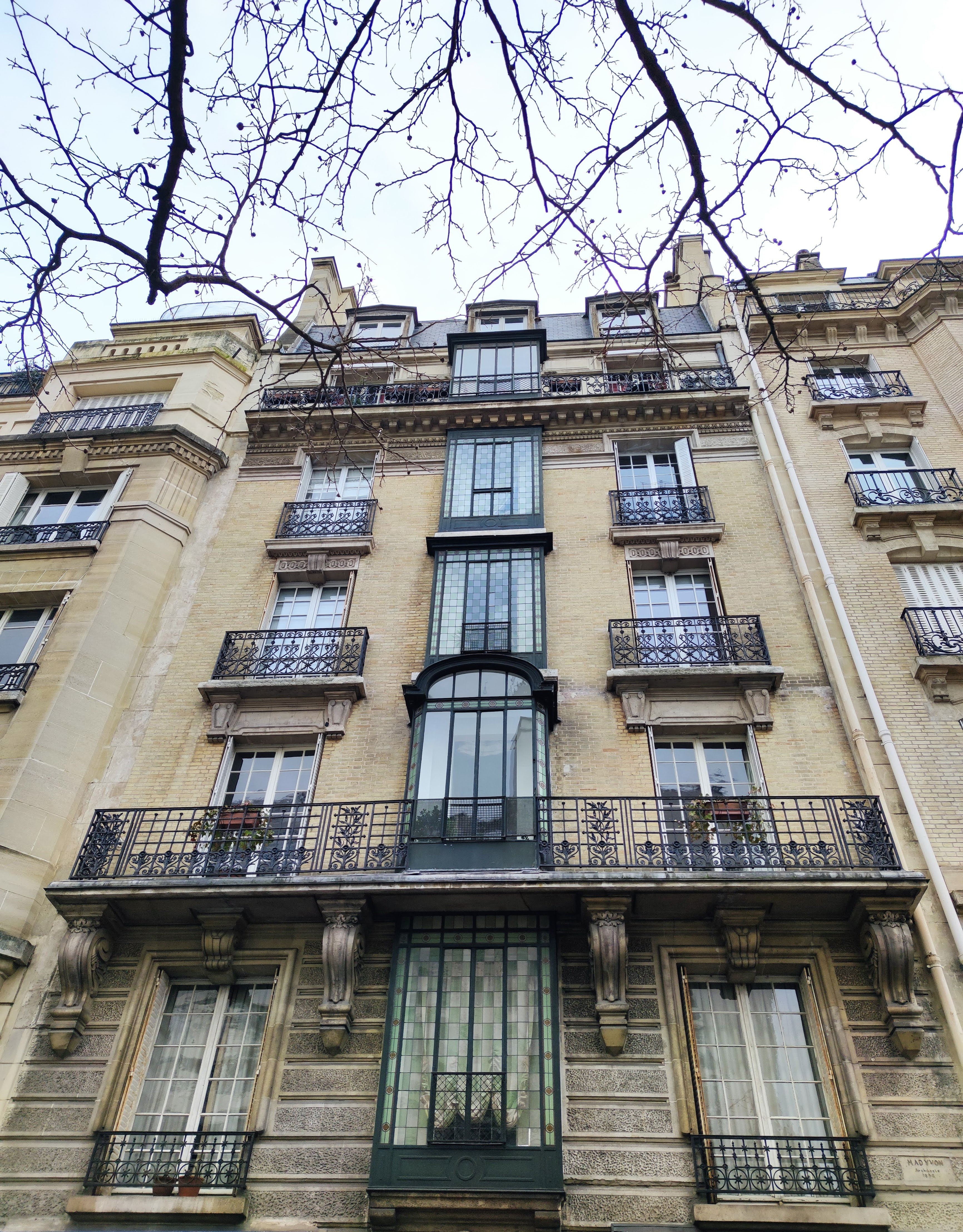
No 28.
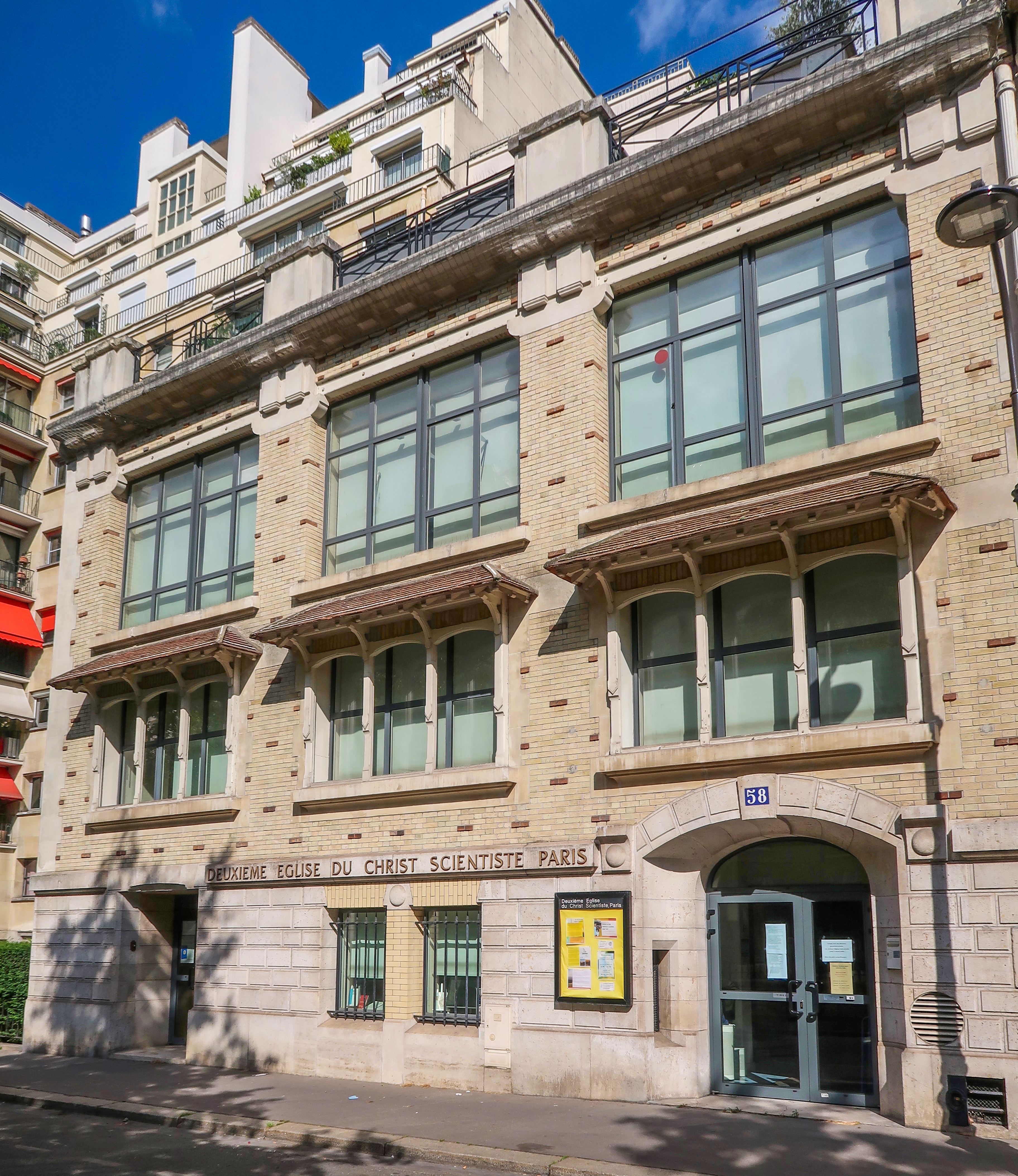
No 58 : église
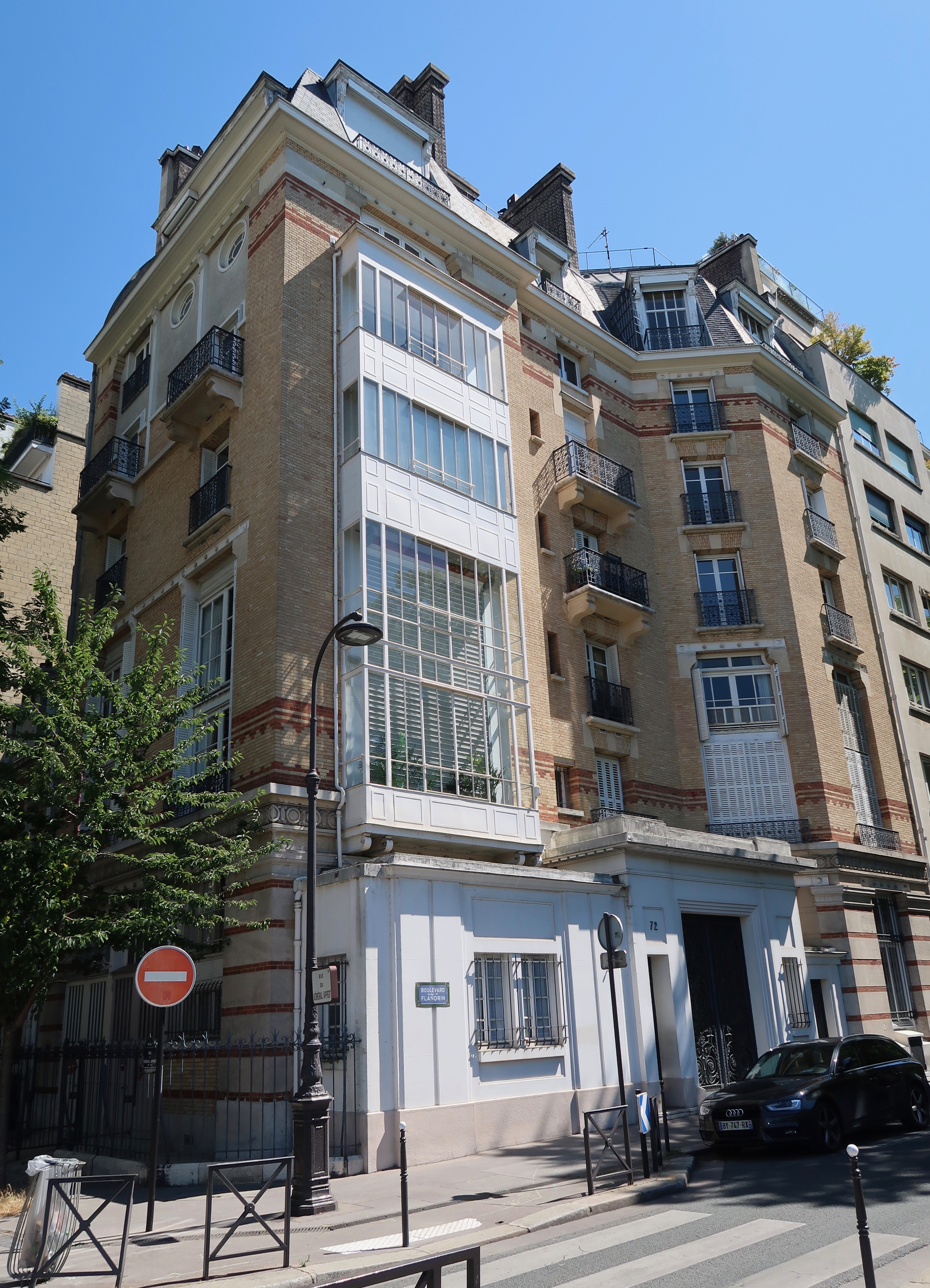
No 72.
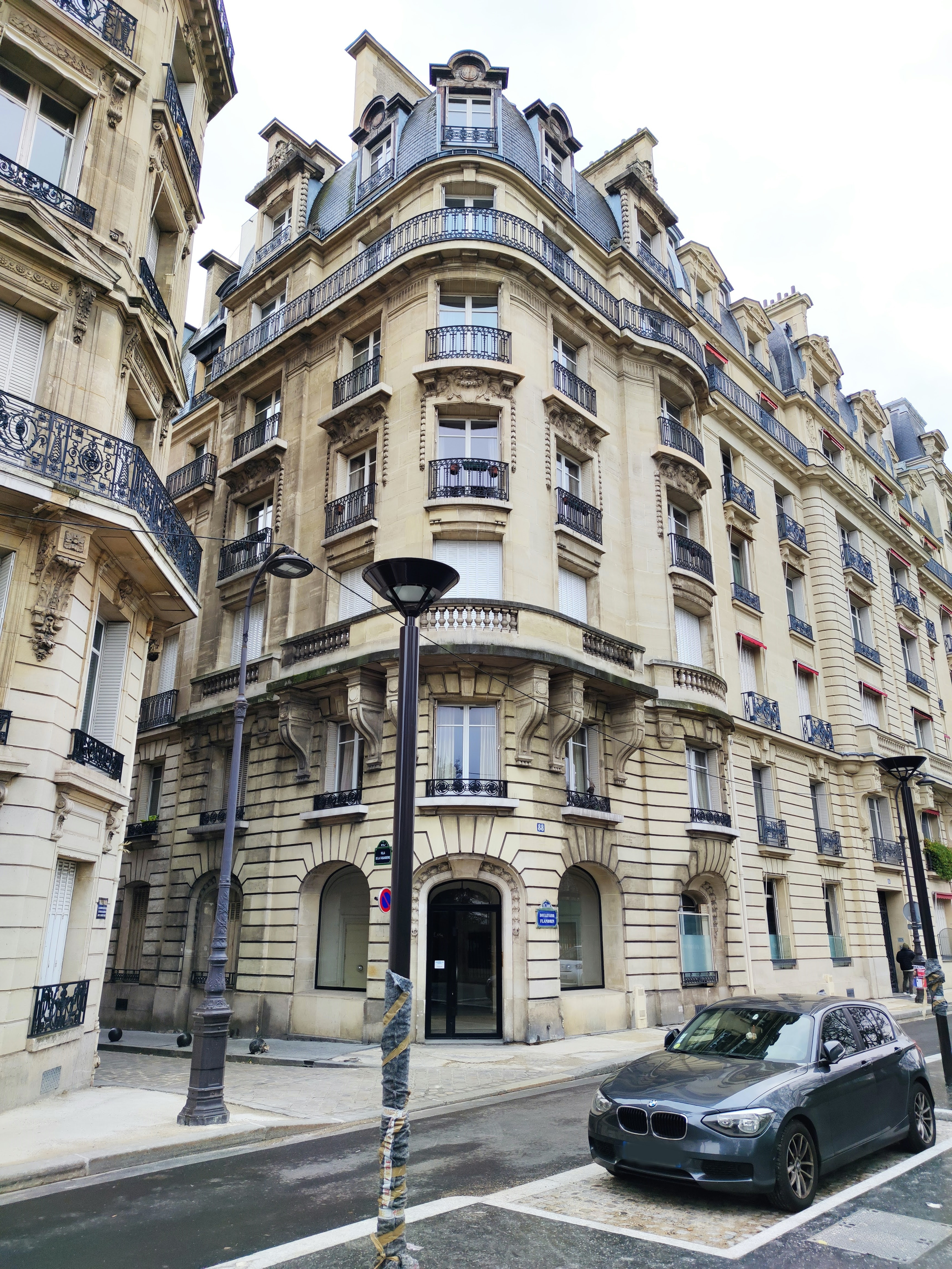
No 88.

- Le 17 janvier 1962, le domicile de Gilles Martinet, co-directeur de France-Observateur, est victime d'un attentat de l'OAS[14].
- Le chanteur Christophe y a vécu[15],[16], ainsi que l'homme politique Patrick Balkany dans sa jeunesse[17].

Plaques commémoratives
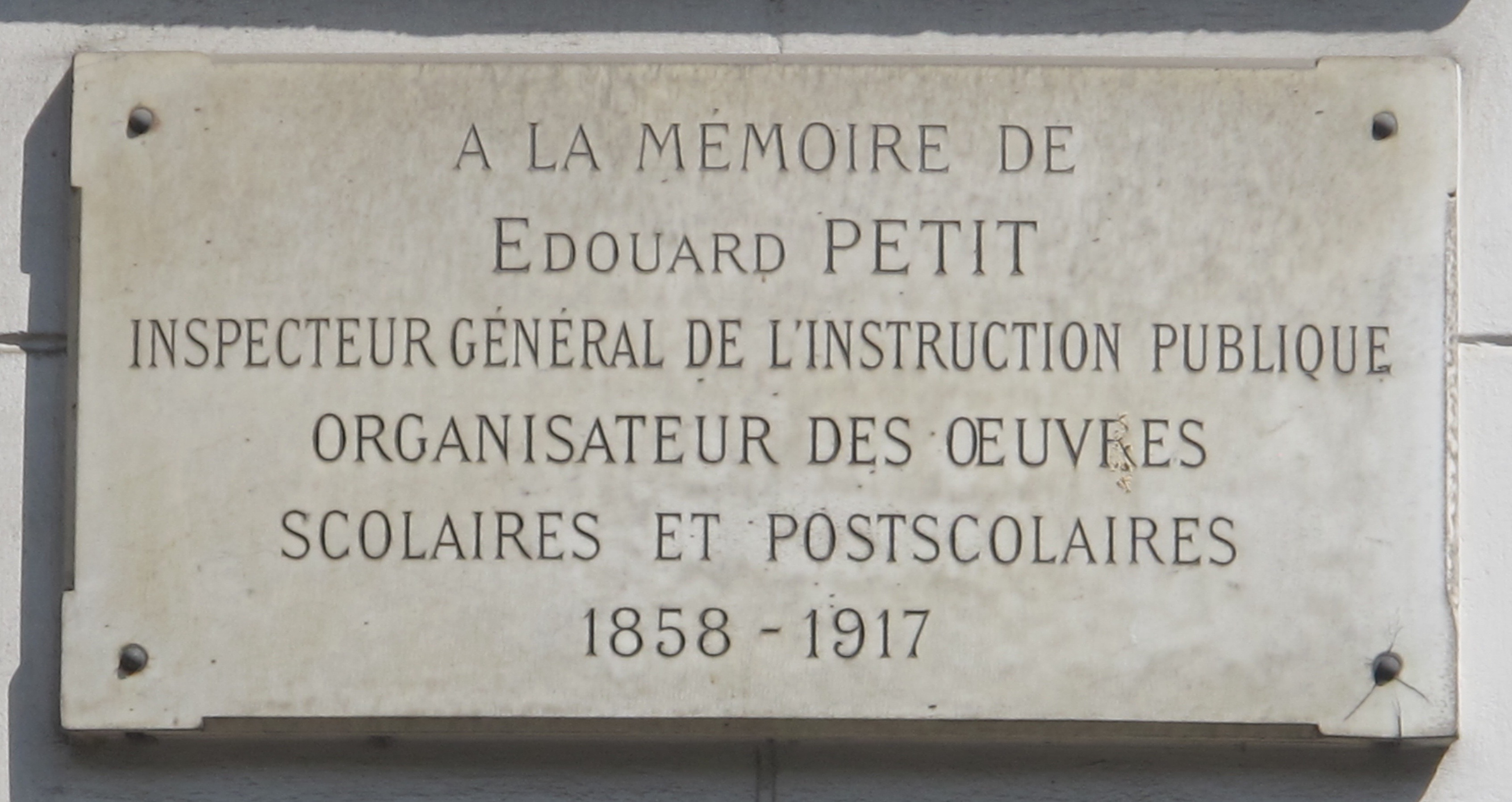
Plaque au no 36.
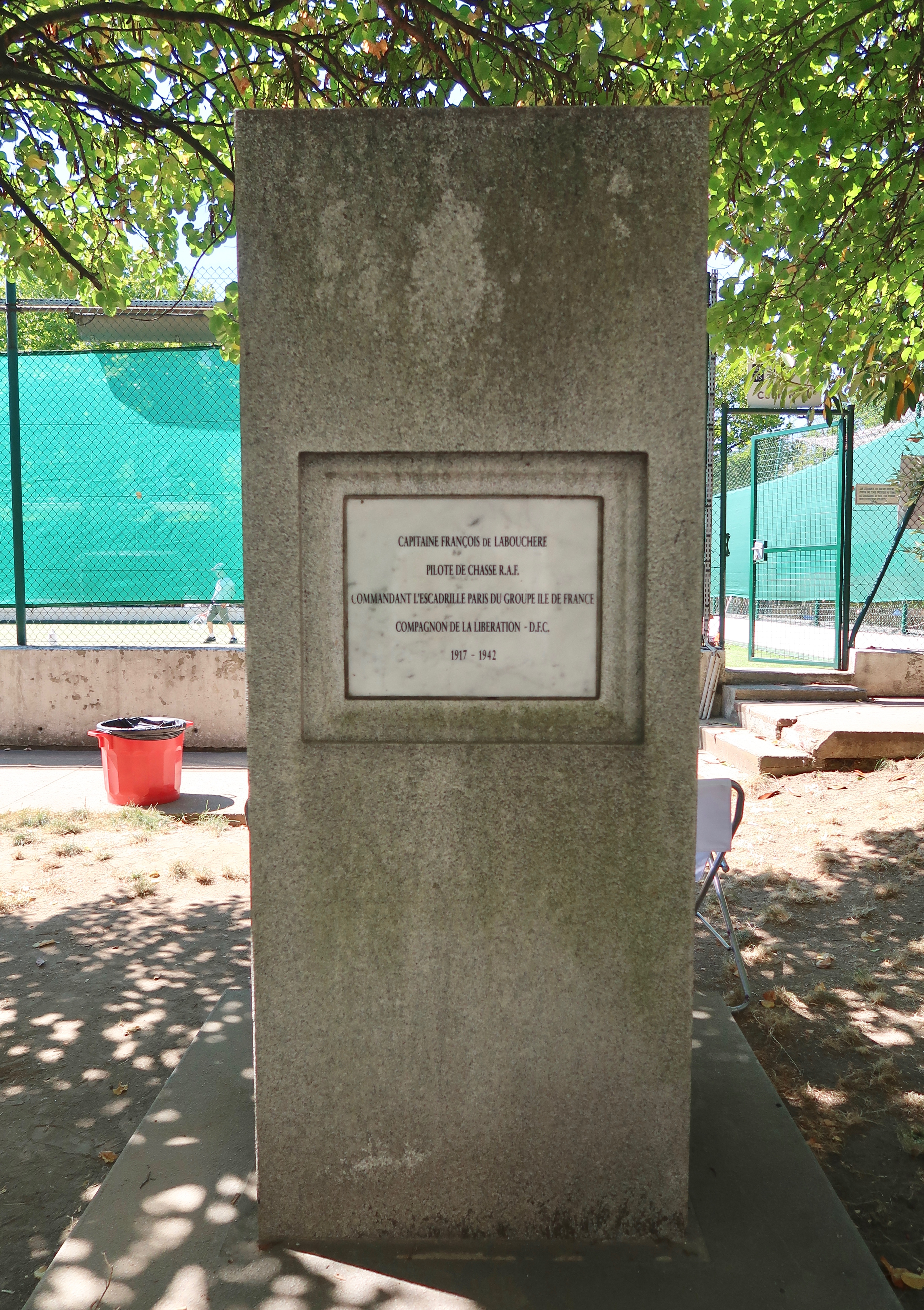
Plaque en face du no 90.
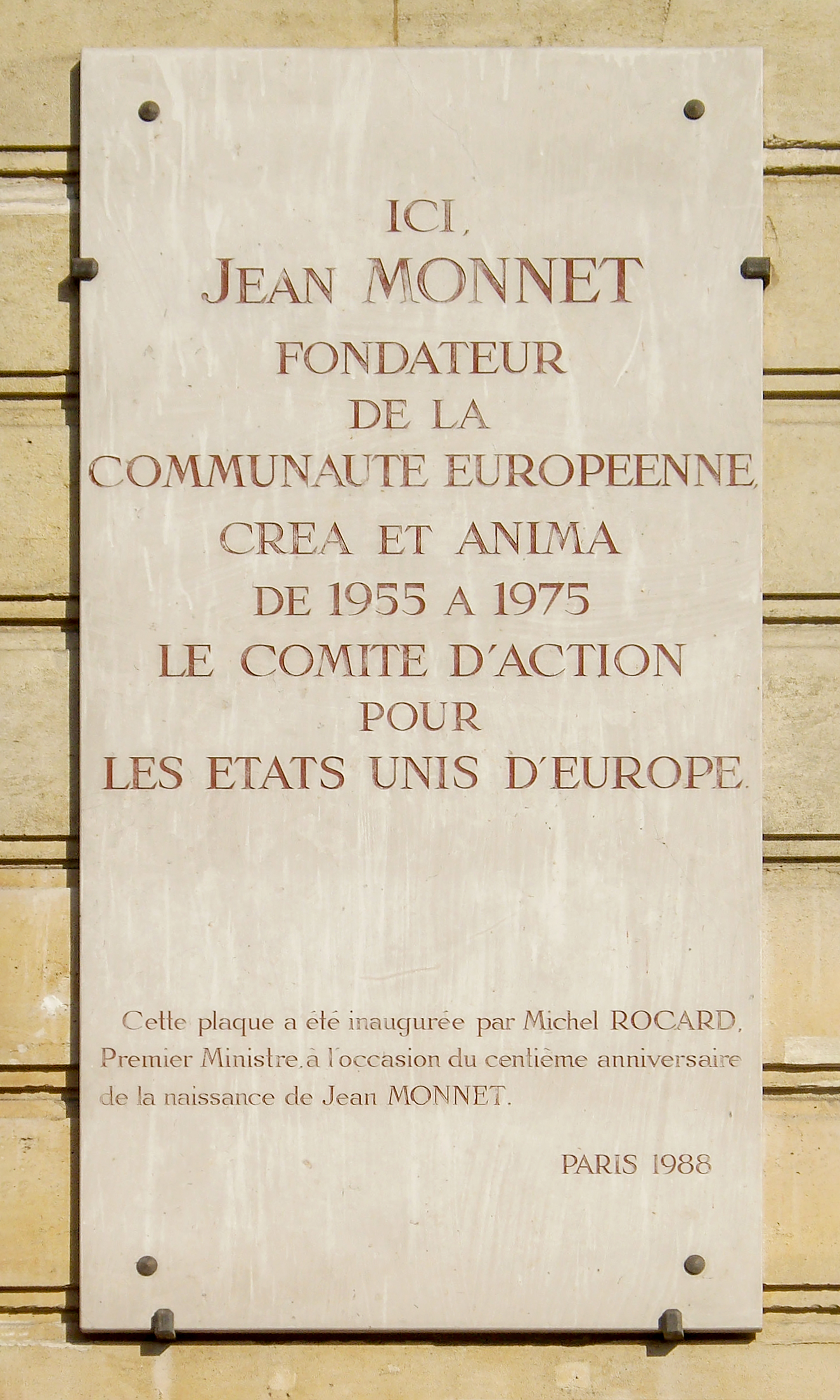
Plaque au no 94.

## Bâtiments démolis
- No 9 : pensionnat des sœurs des Sacrés-Cœurs de Jésus et de Marie[18], dont il existe quelques cartes postales anciennes (vues intérieures et extérieures).
- No 70 : villa Brimbelette (ou Bimbrelette) construite en 1882 par l’architecte Stéphen Sauvestre[19].